# Wytopisko

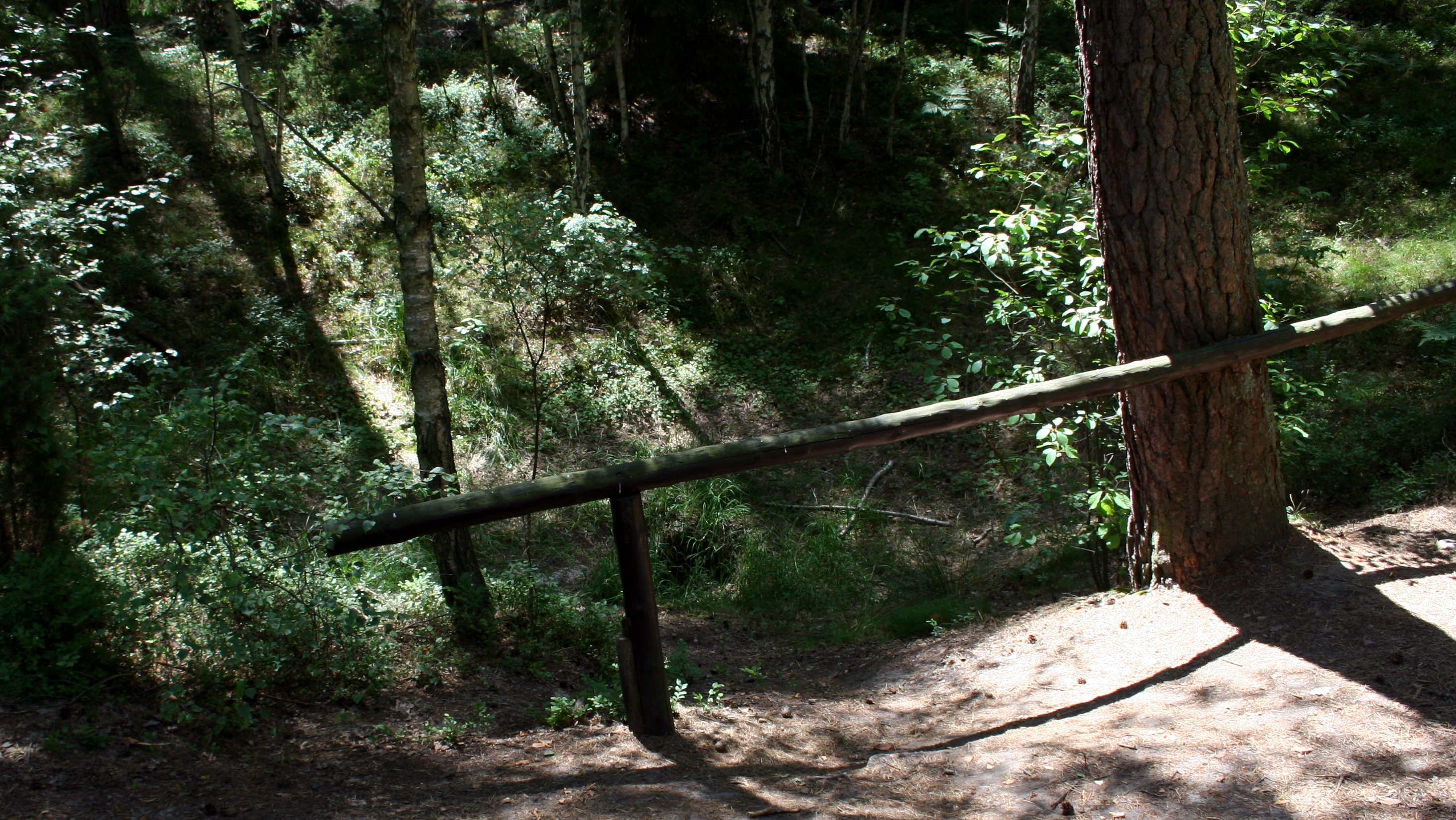
Wytopisko w rezerwacie przyrody Kręgi Kamienne w Odrach

Wytopisko – zagłębienie powstałe wskutek wytopienia się bryły lodu tkwiącej w osadach polodowcowych lub lodowcoworzecznych. Małe wytopiska noszą nazwę oczek wytopiskowych. Często bywają zajęte przez jeziorka - oczka (jeziora wytopiskowe).